# Ernst Münch (Politiker)
Richard Edmund Ernst Münch (* 20. Februar 1869 in Harra; † 6. Juli 1955 in Lobenstein) war ein deutscher Bürgermeister und Politiker.

## Leben
Münch war der Sohn des Gastwirts Heinrich Ernst Salomon Münch aus Harra und dessen Ehefrau Marie Susanne Louise geborene Voigtsberger. Münch, der evangelisch-lutherischer Konfession war, heiratete am 28. Juni 1893 in Zienau Alwine Helene Emilie Wiebeck, die Tochter des Gastwirts und Bauern Johann Heinrich Wiebeck aus Zienau.
Münch besuchte bis 1884 das Gymnasium Rutheneum in Schleiz und legte dort Ostern 1884 das Abitur ab. Danach studierte er bis 1887 Staats- und Rechtswissenschaften. Nach dem Referendariat bestand er die zweite Staatsprüfung 1891 mit der Note „gut“. Am 16. Juli 1891 wurde er Hilfsarbeiter am Landratsamt Schleiz. Vom 14. Februar 1893 bis 1895 war er Bürgermeister in Schleiz. Danach war er Zweiter juristischer Stadtrat in Plauen und ab 1906 Bürgermeister in Zwickau.
Vom 15. März 1893 (in einer Nachwahl für den ausgeschiedenen Heinrich Sturm) bis zum 17. Januar 1895 war er Mitglied im Landtag Reuß jüngerer Linie. Sein  Nachfolger im Landtag war Gottlieb Prager.